# Kostel svaté Zdislavy (Prostřední Bečva)
Kostel svaté Zdislavy v obci Prostřední Bečva na Valašsku byl vystavěn na přelomu tisíciletí a jeho stavba trvala jeden rok.

## Historie
Základní kámen kostela posvětil papež Jan Pavel II. při svatořečení Zdislavy a Jana Sarkandra v Olomouci 21. května 1995. O pět let později, 11. června 2000, se konala na místě budoucího kostela polní mše svatá.
Stavba kostela s pastoračním centrem si vyžádala asi 17 milionů korun.